# Monellina

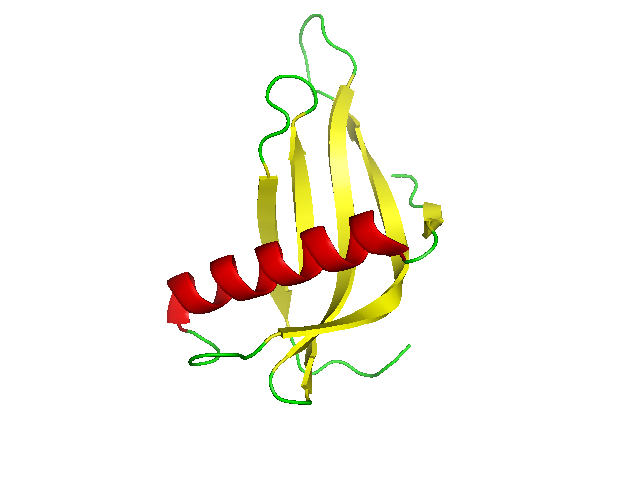
Struktura krystaliczna monelliny

Monellina – białko o słodkim smaku, występujące w owocach Dioscoreophyllum volkensii, rośliny rosnącej w Afryce Zachodniej. Wyizolowane i opisane zostało w roku 1972. Jest dipeptydem o masie 10,7 kDa.  Dwa łańcuchy polipeptydowe zawierają 44 i 50 reszt aminokwasowych. Białko jest około 100 000 razy słodsze od sacharozy w stosunku molowym. Wraz z kilkoma innymi białkami roślinnymi jest potencjalną substancją zastępującą cukier i syntetyczne środki słodzące w produktach spożywczych dla diabetyków. W wysokiej temperaturze oraz przy skrajnych wartościach pH białko nie zachowuje swoich właściwości.